# Laima Zilporytė
För andra betydelser, se Laima.
Laima Zilporytė, född 5 april 1967 i Mediniai, Litauiska SSR, Sovjetunionen, är en sovjetisk-litauisk tävlingscyklist.
Zilporytė tog OS-brons i linjeloppet vid olympiska sommarspelen 1988 i Seoul.